# Maxonalândia Ocidental
A Maxonalândia Ocidental ou Maxonalândia Oeste (em inglês: Mashonaland West), também grafada Mashonalândia Oeste ou Mashonaland Oeste, é uma província do Zimbábue. Sua capital é a cidade de Chinhoyi.

## Distritos
- Chegutu
- Hurungwe
- Kadoma
- Cariba
- Makonde
- Zvimba